# Manuela Sancho
Manuela Sancho, född 1783, död 1863, var en spansk gerillasoldat. Hon deltog i gerillarörelsen mot den franska ockupationen både som leverantör och soldat i strid, och fick ett hedersomnämnande och 1815 en pension för sitt försvar av klostret San José 1809. En gata har sitt namn efter henne. 